# 戰國陳氏介
戰國陳氏介（学名：Tanella chankuoi）为細花介科陳氏介屬下的一个种。